# La decapitación de San Juan Bautista (Caravaggio)
La decapitación de San Juan Bautista es una pintura terminada en 1608 por el pintor barroco italiano Caravaggio. La misma se encuentra en la Concatedral de San Juan de La Valeta, Malta. Esta pintura es la más importante que Caravaggio haya realizado en Malta y muchos la consideran su obra maestra.

## Tema
La obra narra la orden de Herodes de decapitar a Juan bautista por el capricho frívolo de Salomé, la hijastra de Herodes, a instancias de su madre, narrados en los evangelios de Mateo y Marcos.
El cuadro se caracteriza por el balance de todas sus partes. No es por accidente que el artista introduce referencias precisas en cuanto al escenario, situando la austera arquitectura del siglo XVI de la prisión como telón de fondo de los personajes. En la ventana, dos figuras silenciosas son testigos de la escena, proyectando al espectador dentro de la pintura y no hacia afuera como ocurre con El martirio de San Mateo.
Aquí se presenta un compendio definitivo del arte de Caravaggio, con personajes habituales en sus pinturas (la anciana, la joven, el canalla desnudo, el noble de barba) y elementos lombardos. La técnica se adhiere a las limitaciones deliberadas y programadas buscada por Caravaggio pero, en medio de los tonos suaves y oscuros, hay un sentimiento impresionante de dibujo a lápiz al cual el artista no renuncia y que es visible incluso en los destellos de luz de sus últimos trabajos. Este balance sumamente clásico, que se proyecta más allá de cualquier contingencia, desata el cruel drama que resulta efectivo al punto que, habiendo rechazado siempre la «estética de la exclamación», Caravaggio limita toda señal de énfasis emocional, externa y excesiva. El pintor firmó en la sangre de San Juan: f michela.... La «f» en la firma tal vez deba ser entendida como fecit (hizo) en vez de frater (hermano). Tal es el sello que colocó en la que podría ser su mejor obra.